# Literaturjahr 1898
Liste der Literaturjahre

◄◄ | ◄ | Literaturjahr 1898 | 1901 | 1902 | ► | ►►

Weitere Ereignisse

## Ereignisse

### Verbände
- Marie Wernicke gründet nach ihrem Austritt aus dem Deutschen Schriftstellerinnenbund die Freie Vereinigung deutscher Schriftstellerinnen.

### Prosa
- Januar bis April: Die Novelle The Turn of the Screw von Henry James erscheint als Fortsetzungsgeschichte in der Wochenzeitschrift Collier’s mit Illustrationen von Eric Pape. Als er die Novelle schreibt, ist Henry James wegen einer Handgelenkserkrankung selbst nicht zum Schreiben in der Lage. Mit der neuen Erfindung der Schreibmaschine kann er nicht umgehen, sodass er auf einen Sekretär angewiesen ist, dem er die Geschichte diktiert.
- Die Erzählung Die Kreuzhüttenbuben von Peter Rosegger erscheint im Oktoberheft des Grazer Heimgartens.
- Die Erzählung Ewald Tragy von Rainer Maria Rilke entsteht in der zweiten Jahreshälfte.

- Der Roman Einsam von Cilla Fechner erscheint als Buchausgabe.
- Der Roman Ein alter Streit von Wilhelmine von Hillern wird veröffentlicht, der das in den 1860er Jahren im Bayerischen Oberland noch übliche Haberfeldtreiben zum Gegenstand hat.
- Der Science-Fiction-Roman The War of the Worlds (Der Krieg der Welten) von H. G. Wells wird veröffentlicht.
- Der Roman Raudsed käed (Eiserne Hände) des estnischen Schriftstellers Eduard Vilde erscheint als Fortsetzungsgeschichte in der Beilage der Zeitung Postimees.
- Der Roman Pan Wołodyjowski des polnischen Nobelpreisträgers Henryk Sienkiewicz wird veröffentlicht, womit die sog. Trilogie ihren Abschluss findet. Zuvor waren die Bücher Mit Feuer und Schwert sowie Sintflut erschienen.

### Lyrik
- Februar: Das Gedicht The Ballad of Reading Gaol wird unter dem Pseudonym C.3.3. als letztes Werk Oscar Wildes zu seinen Lebzeiten veröffentlicht. Er verarbeitet darin seine Zeit im Gefängnis von Reading.

### Drama
- 05. Januar: Im Carltheater in Wien findet die Uraufführung des Schauspiels Das neue Ghetto von Theodor Herzl statt.

- 25. Februar: Im Krystallpalast in Leipzig findet die Uraufführung des Theaterstücks Erdgeist von Frank Wedekind statt, wobei der Autor selbst als Dr. Schön auf der Bühne steht.

- 11. März: Uraufführung der Komödie Der Schlafwagen-Kontrolleur von Alexandre Bisson in Paris

- 08. Oktober: Am Deutschen Theater Berlin wird Das Vermächtnis von Arthur Schnitzler uraufgeführt.

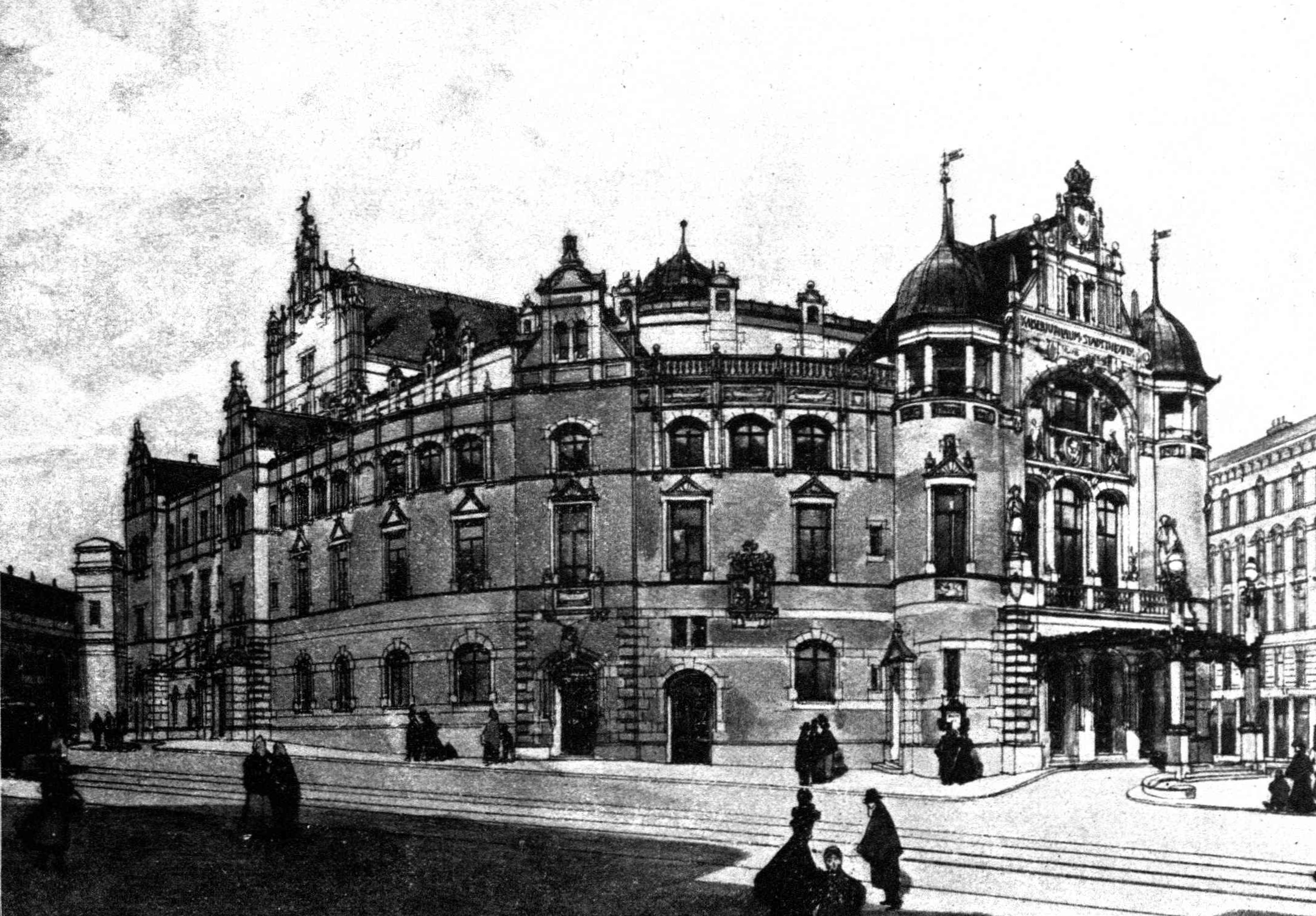
Das Jubiläums-Stadttheater zum Zeitpunkt der Eröffnung

- 14. Dezember: Die Volksoper Wien wird anlässlich des 50-jährigen Thronjubiläums von Franz Joseph I. unter dem Namen Kaiser-Jubiläums-Stadttheater als Sprechtheater eröffnet. Der Kaiser bleibt der Eröffnung wegen der Ermordung seiner Gattin jedoch fern.

### Enzyklopädie
- Sophie Pataky gibt gemeinsam mit ihrem Mann Carl das Lexikon deutscher Frauen der Feder heraus.

## Geboren

### Erstes Halbjahr
- 04. Januar: Friedrich Lindemann, deutscher Schriftsteller und Journalist († 1950)
- 06. Januar: Edmund Sabott, deutscher Schriftsteller († 1956)
- 07. Januar: Sigmund Graff, deutscher Schriftsteller († 1979)
- 13. Januar: Kaj Munk, dänischer Pastor, Poet, Gegner Hitlers und Märtyrer († 1944)
- 15. Januar: Martha Saalfeld, deutsche Lyrikerin († 1976)

- 07. Februar: Kurt Kolle, deutscher Psychiater und Autor († 1975)
- 09. Februar: Yagi Jūkichi, japanischer Schriftsteller († 1927)
- 10. Februar: Bertolt Brecht, deutscher Dramatiker und Lyriker († 1956)
- 10. Februar: Joseph Kessel, französischer Journalist und Schriftsteller († 1979)
- 18. Februar: Briton Hadden, US-amerikanischer Verleger († 1929)
- 22. Februar: Anton de Kom, afroamerikanischer Widerstandskämpfer und Autor († 1945)
- 26. Februar: Konstantin Biebl, tschechischer Dichter († 1951)

- 11. März: Wassyl Bobynskyj, ukrainischer Schriftsteller, Dichter und Übersetzer († 1938)
- 12. März: Tian Han, chinesischer Dramatiker († 1968)
- 16. März: Jakob Haringer, deutscher Schriftsteller († 1948)
- 17. März: Yokomitsu Ri'ichi, japanischer Schriftsteller († 1947)
- 25. März: Kon Tōkō, japanischer Schriftsteller und Politiker († 1977)
- 30. März: Heinz Risse, deutscher Schriftsteller († 1989)

- 03. April: Henry Luce, US-amerikanischer Verleger († 1967)
- 20. April: Emmanuel Bove, französischer Schriftsteller († 1945)
- 20. April: Benjamín Carrión, ecuadorianischer Schriftsteller († 1979)
- 21. April: Hanna Kiel, deutsche Kunsthistorikerin und Erzählerin († 1988)
- 23. April: Edwin Erich Dwinger, deutscher Schriftsteller († 1981)
- 26. April: Vicente Aleixandre, spanischer Lyriker und Literaturnobelpreisträger († 1984)

- 02. Mai: Jef Last, niederländischer Dichter und Schriftsteller († 1972)
- 10. Mai: Ariel Durant, US-amerikanische Schriftstellerin († 1981)
- 21. Mai: Walter Muschg, Schweizer Literaturhistoriker († 1965)
- 23. Mai: Heinrich Zillich, deutscher Schriftsteller und Dichter († 1988)
- 25. Mai: Bennett Cerf, US-amerikanischer Verleger, Mitbegründer von Random House und Autor († 1971)
- 25. Mai: Gustav Regler, deutscher Schriftsteller († 1963)

- 03. Juni: Rosa Chacel, spanische Schriftstellerin († 1994)
- 05. Juni: Federico García Lorca, spanischer Autor († 1936)
- 09. Juni: Curzio Malaparte, italienischer Schriftsteller und Journalist († 1957)
- 12. Juni: Ludwig Friedrich Barthel, deutscher Erzähler und Essayist († 1962)
- 12. Juni: Michail Jefimowitsch Kolzow, sowjetischer Feuilletonist und Journalist († 1940)
- 22. Juni: Erich Maria Remarque, deutscher Autor († 1970)
- 26. Juni: Ernst Nebhut, deutscher Schriftsteller, Librettist und Drehbuchautor († 1974)
- 27. Juni: Alja Rachmanowa, russische Schriftstellerin († 1991)

### Zweites Halbjahr
- 22. Juli: Stephen Vincent Benét, US-amerikanischer Schriftsteller († 1943)
- 03. August: Herbert Behrens-Hangeler, deutscher Maler, Grafiker und Schriftsteller († 1981)
- 05. August: Gustav Canaval, österreichischer Journalist († 1959)
- 15. August: Jan Brzechwa, polnischer Poet, Autor und Übersetzer († 1966)
- 20. August: Vilhelm Moberg, schwedischer Schriftsteller († 1973)
- 24. August: Malcolm Cowley, US-amerikanischer Schriftsteller, Dichter und Literaturkritiker († 1989)
- 29. August: Preston Sturges, US-amerikanischer Drehbuchautor und Regisseur († 1959)

- 01. September: Friedrich Georg Jünger, deutscher Lyriker, Erzähler und Essayist († 1977)
- 04. September: Rodolfo Moleiro, venezolanischer Lyriker († 1970)
- 10. September: Manfred Hausmann, deutscher Schriftsteller († 1986)
- 15. September: Philippe Hériat, französischer Schriftsteller († 1971)
- 18. September: Paul Vialar, französischer Schriftsteller († 1996)
- 21. September: Eugène Dabit, französischer Schriftsteller († 1936)

- 03. Oktober: Leo McCarey, US-amerikanischer Regisseur, Filmproduzent und Drehbuchautor († 1969)
- 05. Oktober: Ervin Šinko, ungarischer Schriftsteller und Professor († 1967)
- 17. Oktober: Simon Vestdijk, niederländischen Schriftsteller († 1971)
- 22. Oktober: William Quindt, deutscher Journalist und Schriftsteller († 1969)
- 28. Oktober: František Běhounek, tschechischer Physiker und Schriftsteller († 1973)

- 18. November: Poul F. Joensen, färöischer Dichter († 1970)
- 29. November: Clive Staples Lewis, britischer Schriftsteller und Literaturwissenschaftler († 1963)

- 03. Dezember: Fritz Steuben, deutscher Schriftsteller († 1981)
- 11. Dezember: Fritz Mühlenweg, deutscher Schriftsteller († 1961)
- 16. Dezember: Ján Smrek, slowakischer Schriftsteller und Herausgeber († 1982)
- 21. Dezember: Helmut Stellrecht, deutscher Politiker und Schriftsteller († 1987)

## Gestorben
- 14. Januar: Lewis Carroll, britischer Schriftsteller, Mathematiker und Fotograf (* 1832)
- 12. März: Zacharias Topelius, finnisch-schwedischer Dichter und Schriftsteller (* 1818)
- 16. März: Aubrey Beardsley, britischer Dichter, Zeichner, Graphiker, Karikaturist und Illustrator (* 1872)
- 20. März: Karl August Tavaststjerna, finnischer Schriftsteller (* 1860)
- 23. März: Hans Wachenhusen, deutscher Schriftsteller (* 1823)
- 22. Mai: Edward Bellamy, US-amerikanischer SF-Autor (* 1850)

- 07. August: Georg Ebers, deutscher Schriftsteller und Ägyptologe (* 1837)
- 30. August: Heinrich Keiter, deutscher Schriftsteller, Journalist und Publizist (* 1853)
- 09. September: Stéphane Mallarmé, französischer Schriftsteller (* 1842)

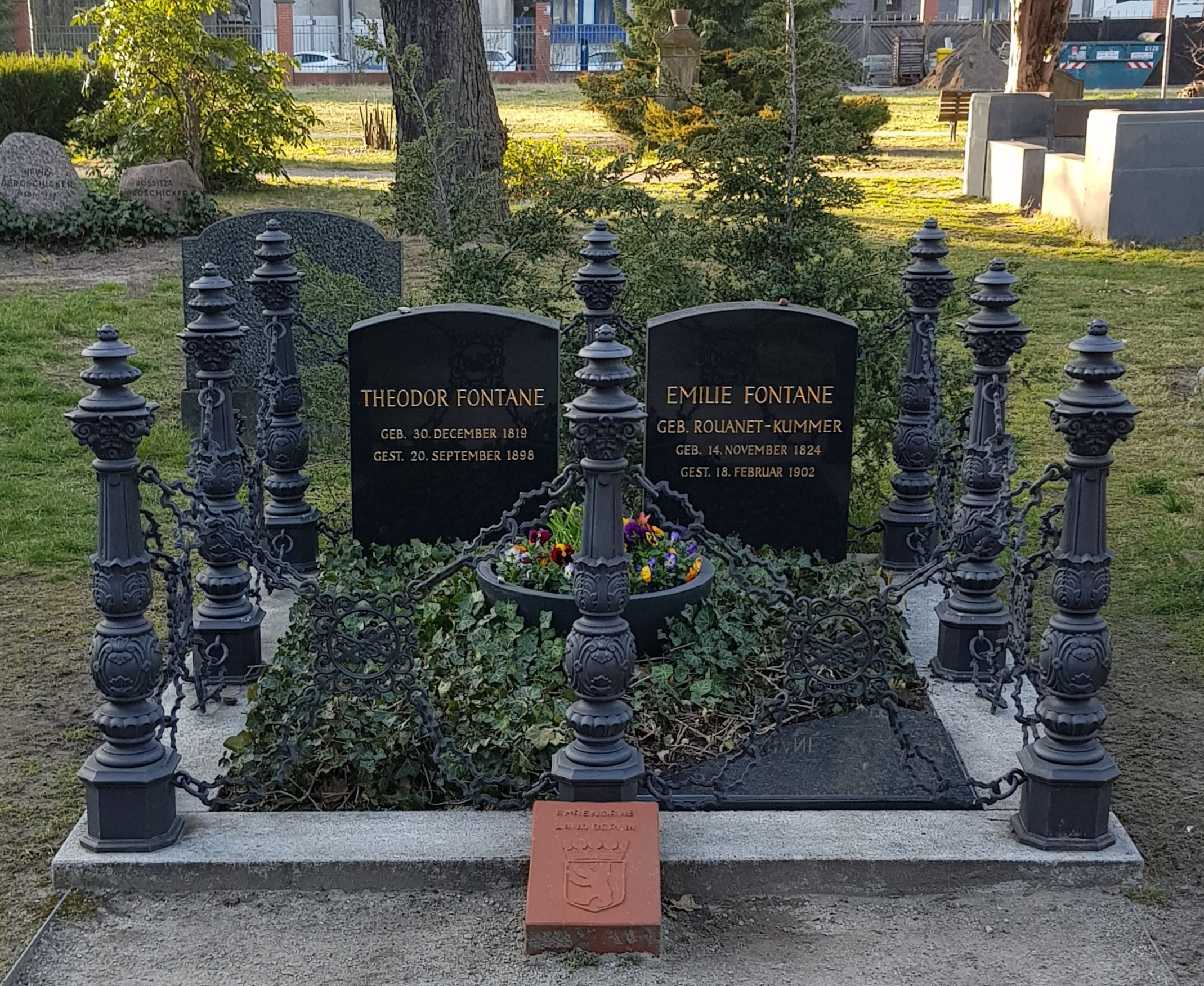
Theodor Fontanes Grab in Berlin

- 20. September: Theodor Fontane, deutscher Schriftsteller (* 1819)
- 16. Oktober: Louis Gallet, französischer Librettist und Schriftsteller (* 1835)

- ungenannt: Lütfi, armenischer Lyriker und Journalist (* 1833)